# 交野政邁

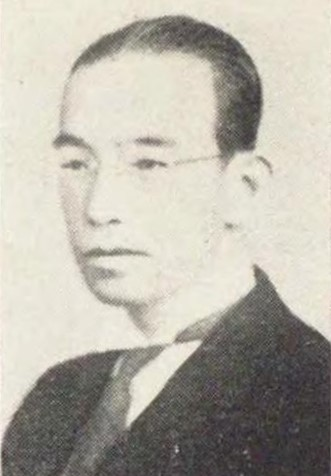
交野政邁

交野 政邁（かたの まさゆき、1893年（明治26年）7月3日 - 1966年（昭和41年）6月14日）は、大正から昭和期の実業家、政治家、華族。貴族院子爵議員。旧姓・内藤。青年期には陸上競技やスケートでスポーツ界に足跡を残し、のちにスケート団体の会長を務めている。

## 経歴
旧日向延岡藩主・内藤政挙の息子として生まれる。堂上（公家）華族の交野家の養子に迎えられ、先代・交野時正の隠居に伴い家督を継承し、1918年（大正7年）3月11日、子爵を襲爵した。
1921年（大正10年）3月、京都帝国大学経済学部を卒業。松坂屋取締役、朝日興業取締役、名陶チャイナ・コーポレーション社長、大同メタル工業監査役などを務めた。
1946年（昭和21年）5月10日、貴族院子爵議員補欠選挙で当選し、研究会に所属して活動し、1947年（昭和22年）5月2日の貴族院廃止まで在任した。
1966年（昭和41年）6月14日、肺癌のため山王病院で死去。

## スポーツ人として
学習院高等科在学中には、1913年（大正2年）に始まったばかりの日本陸上競技選手権大会を走高跳で2連覇する成績（当時の日本記録でもあった）を残している。
京都帝国大学在学中にはスケート界で活躍し、1920年には河久保子朗らとともに日本初のフィギュアスケート研究団体である「日本スケート会」を結成した。1929年（昭和4年）に大日本スケート競技連盟（現在の日本スケート連盟）が発足すると、会長を務めた。

## 親族
- 妻：錥（いく、伊藤次郎左衛門 (15代)長女）[1]
- 長男：政博[1]
- 三男：光彦（伊藤銃次郎養子）[1]